# 諸王增二
金牛座98，又名BD+24 717，HD 31592、SAO 76862、HR 1590，是金牛座的一颗恒星，视星等为5.81，位于銀經177.24，銀緯-10.92，其B1900.0坐标为赤經4h 52m 2.1s，赤緯+24° -10.92′ 46″。